# Gabacho
Le mot gabacho (en espagnol gabacho, en portugais gabacho et gavatx en catalan) est défini dans l'édition abrégée du Dictionnaire étymologique du castillan de Joan Coromines : « Ce nom péjoratif est appliqué aux Français depuis 1530. De l'occitan gavach, « montagnard grossier », « originaire d'une région nordique qui parle mal la langue nationale ». Une définition plus stricte du mot serait le « jabot d'oiseau » (XIIIe siècle) ou le « goître », appliqué aux montagnards des zones septentrionales parlant l'occitan en raison de la fréquence de la maladie dans cette population. C'est un mot mal connu d'origine préromane. »
Dans le Dictionnaire étymologique du catalan, Coromines mentionne une série de mots catalans qui contiennent la racine gav -, et déduit que cette racine pourrait avoir une signification semblable « jabot » ou « bec d'oiseau ».

## Espagne, Catalogne, Occitanie
Cependant, le terme gavach (prononcé gabach) désigne, pour les Aveyronnais principalement, les Lozériens qui tiennent ce nom de Gabales et Gévaudan (le terme Lozère pour désigner ce département n'apparaît qu'à la Révolution française). Le Gévaudan a d'ailleurs été une possession des comtes d'Aragon et de Barcelone. Le terme pourrait donc venir de ces montagnards, qui ont ensuite désigné tous ceux qui étaient au nord de l'Espagne. 
En occitan, le nom a été appliqué aux montagnards du nord du pays ; en catalan, aux occitanophones voisins ; enfin, en castillan, il a fini par désigner tous les Français.
Il semble que dans les domaines ibérique et occitan on emploie le terme gabacho pour désigner celui qui habite au nord. On peut donc traiter ses voisins septentrionaux de gabachos et être le gabacho de ses voisins du sud. Cette façon se retrouve ailleurs : un Bas-Rhinois parlera de Paechser en désignant des Mosellans et sera lui-même un Paechser pour un Haut-Rhinois.
En Espagne, le mot castillan gabacho est aussi un mot péjoratif attribué aux Français, et par extension à toutes personnes habitant en France.

## Entre-deux-Mers
Bien que péjoratif le terme a fini par être adopté par les intéressés eux-mêmes dans le cas des Gavaches, population saintongeaise venue repeupler à la fin de la Guerre de Cent Ans la haute région de l'Entre-deux-Mers autour de Monségur, la petite Gavacherie, qui constitue une enclave d'oïl en Occitanie, précisément en territoire gascon. Là encore, on peut faire le rapprochement avec les Welches, population des Vosges alsaciennes de langue romane (en allemand le terme Welsch s'emploie de façon peu élogieuse pour désigner ceux qui parlent une langue issue du latin).

## Mexique
Le mot « gabacho » est parfois employé de nos jours au Mexique pour désigner des personnes venant d'Europe, souvent dans le sens de mal éduqué, mal habillé. Il peut signifier aussi de manière plus générale un  étranger : par exemple, dans le roman América de T. C. Boyle, Cándido utilise ce terme pour désigner Denelay (chapitre 2) ; América l'utilise également pour désigner un autochtone (de Californie) : par exemple, « Assis sur le trottoir, un gabacho à cheveux longs... ».
Mais aujourd'hui, le mot gabacho fait le plus souvent référence aux habitants des États-Unis, étant devenu quasiment un synonyme de gringo, de yankee.